# Jezero pri Jezerniku
Jezero pri Jezerniku tudi Jezernikovo jezero se nahaja v dolini Savinje, 2 km severovzhodno od Luč. Je edino naravno nižinsko jezero v Kamniško-Savinjskih Alpah. 
Nastalo je na rečni terasi nad desnim bregom Savinje za nasipom iz grušča in proda, ki jih je verjetno odložil ledenik. Jezero je dolgo 60 m, široko 30 m, globoko pa 3 m. Ob večjih sušah skoraj popolnoma presahne.